# Amphithalea axillaris
Amphithalea axillaris är en ärtväxtart som beskrevs av Granby. Amphithalea axillaris ingår i släktet Amphithalea och familjen ärtväxter. Inga underarter finns listade i Catalogue of Life.